# Centrale nucleare di Zaporižžja
La centrale nucleare di Zaporižžja (in ucraino Запорізька атомна електростанція, Запорізька АЕС?, Zaporiz'ka atomna elektrostancija, Zaporiz'ka AES; in russo Запорожская атомная электростанция, Запорожская АЭС?, Zaporožskaja atomnaja ėlektrostancija, Zaporožskaja AĖS) è la principale centrale nucleare ucraina.
L'impianto dispone di 6 reattori nucleari. Con una potenza nominale di oltre 5 700 MW, è la centrale nucleare con più elevata produzione elettrica in Europa ed è tra gli impianti di produzione di energia più grandi del mondo.
Il 4 marzo 2022, la centrale nucleare è stata occupata dalle forze russe durante la battaglia di Enerhodar nel corso dell'invasione russa dell'Ucraina del 2022. La centrale continua a essere gestita da personale ucraino, sotto il controllo russo.

## Descrizione
È situata nell'Ucraina centrale, nei pressi della città di Enerhodar, nell'Oblast' di Zaporižžja, sulle sponde del bacino di Kachovka sul fiume Dnepr. Conta sei reattori di tipo VVER1000 che producono singolarmente circa 950 MW, di cui i primi cinque vennero messi in linea tra il 1985 e il 1989, mentre il sesto fu aggiunto nel 1995. La centrale genera all'incirca la metà dell'elettricità proveniente da fonte nucleare prodotta nella nazione e oltre un quinto dell'elettricità totale prodotta in Ucraina.

## Storia

### Invasione russa dell'Ucraina del 2022
Nella notte tra il 3 e 4 marzo 2022, nel corso del conflitto russo-ucraino, nella zona della centrale è stato colpito un edificio adiacente, provocando un incendio. Questo tuttavia non ha intaccato nessuna parte dei reattori e non ci sono state ripercussioni sull'ambiente. Il 12 marzo 2022 è stato riportato che l'impianto era passato sotto il controllo dalla compagnia russa Rosatom.
Il 5 agosto 2022 l’Ucraina accusa la Russia di aver colpito una linea elettrica della centrale nucleare. Energoatom, la compagnia che gestisce l’impianto, ha riferito che è stata colpita una linea dell’alta tensione. Dalle verifiche sottoposte si escludono fughe radioattive, secondo Energoatom.
Il 25 agosto la centrale nucleare di Zaporižžja è stata disconnessa dalla rete elettrica nazionale ucraina per la prima volta da quando è entrata in funzione, salvo poi essere parzialmente riconnessa nei giorni successivi. Il 31 agosto, a seguito dell'intensificarsi degli scontri per il controllo dell'area, una spedizione internazionale dell'AIEA guidata dal presidente dell'agenzia Rafael Grossi raggiunge la centrale con lo scopo di valutarne le condizioni e prevenire incidenti nucleari. L'11 settembre viene annunciata la disattivazione del reattore 6, l'ultimo reattore ancora attivo nonostante i bombardamenti in quanto producente l'elettricità necessaria per il raffreddamento del combustibile nucleare e per altre funzioni essenziali di sicurezza. Nei giorni successivi sono pienamente ripristinate le linee elettriche di supporto che forniscono elettricità alla centrale.
Il 1º ottobre 2022 è stato arrestato il direttore della centrale nucleare di Zaporižžja, poi rilasciato due giorni dopo.
Il 6 aprile 2024 l'AIEA riferisce che l'Unità 6 dell'impianto è stata presa di mira da droni d'attacco ucraini che le truppe russe hanno cercato di abbattere senza successo. Sebbene la sicurezza nucleare non sia stata compromessa in quanto non vi sono prove di danni strutturali ai sistemi, l'Agenzia considera l'attacco come una grave minaccia alla sicurezza nucleare.